# Ethereum Classic
Az Ethereum Classic (ETC) egy nyílt forráskódú, decentralizált blokkláncplatform, amely okosszerződések futtatását teszi lehetővé, és az Ethereum eredeti láncának folytatása. A 2016-os Ethereum hard fork után jött létre, miután a közösség egy része elutasította a DAO-hack miatti láncmódosítást, hangsúlyozva a blokklánc immutabilitását. Az ETC-t Proof of Work konszenzusmechanizmus működteti, és jelentős helyet foglal el a kriptovaluták piacán.

## Története
Az Ethereum Classic az Ethereum blokklánc 2016-os szétválása során jött létre. Az Ethereumot 2015-ben Vitalik Buterin és társai alapították, de 2016-ban a DAO (Decentralized Autonomous Organization) nevű okosszerződés hackelése miatt a közösség megosztottá vált. A többség támogatta a lánc visszaállítását, így létrejött az új Ethereum (ETH), míg a kisebbség az eredeti, változatlan láncot folytatta Ethereum Classic néven, mert hittek a blokklánc változtathatatlanságában.
Az ETC közösség később több frissítést hajtott végre, például az „Agharta” hard forkot 2020-ban, amely kompatibilitást biztosított az Ethereum hálózattal.

## Technikai jellemzők
Az Ethereum Classic egy Turing-teljes virtuális gépet (Ethereum Virtual Machine, EVM) használ, amely Solidity nyelven írt okosszerződéseket futtat. A hálózatot Proof of Work (PoW) konszenzusmechanizmus működteti, az Ethash algoritmus használatával. Az ETC bányászható, különösen videokártyákkal (GPU), ami lehetővé teszi a hálózat decentralizált fenntartását.

## Felhasználási területek
Az Ethereum Classic platformot decentralizált alkalmazások (dApps) és decentralizált pénzügyi (DeFi) projektek futtatására használják. Az ETC-t azok a fejlesztők részesítik előnyben, akik a blokklánc immutabilitását és az eredeti Ethereum vízióját támogatják.

## Piaci helyzet
Az Ethereum Classic (ETC) a kriptovaluták között jelentős piaci kapitalizációval rendelkezik, és a CoinMarketCap rangsora szerint az első 50 kriptovaluta között szerepel. Az árfolyama volatilis, hasonlóan más kriptovalutákhoz, amit a piaci spekuláció és a blokklánc iránti érdeklődés befolyásol.

## Kritikák és kihívások
Az Ethereum Classicot gyakran éri kritika az Ethereumhoz képest kisebb fejlesztői közössége és alacsonyabb fejlesztési aktivitása miatt. Emellett a hálózat biztonsági problémákkal is szembesült, például 2020-ban több 51%-os támadás érte.